# 学校前駅 (千葉県)
学校前駅（がっこうまええき）は、かつて千葉県山武郡九十九里町にあった九十九里鉄道の駅（廃駅）である。

## 歴史
- 1939年（昭和14年）11月：学校前仮駅（がっこうまえかりえき）として開業。
- 時期不詳：一旦廃止される。
- 1953年（昭和28年）：学校前駅（がっこうまええき）として再開業。
- 1961年（昭和36年）2月28日：九十九里鉄道廃止とともに廃止。

## 駅周辺
- 片貝実科補習学校（現・千葉県立九十九里高等学校）

## 廃線後の現況
九十九里鉄道バスの路線に「学園前バス停」があるが、学校の移設により当駅とは場所が異なる。後にできた「学園前バス停」は、西駅と荒生駅の中間地点にあたる。
線路跡は当時の線路を模した「きどうみち」と呼ばれるサイクリングロードとなっている。

## 隣の駅
九十九里鉄道
九十九里鉄道線
西駅 - 学校前駅 - 上総片貝駅